# Championnats d'Europe de VTT 2001
Navigation
Édition précédente Édition suivante
Les championnats d'Europe de VTT 2001 pour le cross-country ont lieu du 18 au 19 août à Saint-Wendel en Allemagne. Les épreuves de descente ont lieu à Livigno en Italie. Les championnats sont organisés par l'Union européenne de cyclisme. 

## Résultats

### Cross-country
| Épreuve                 | Vainqueur          | Deuxième             | Troisième           |
| ----------------------- | ------------------ | -------------------- | ------------------- |
| Hommes,                 | Bart Brentjens     | José Antonio Hermida | Lado Fumic          |
| Hommes,                 | 2 h 00 min 23 s    | + 28 s               | + 50 s              |
| Femmes,                 | Laurence Leboucher | Sabine Spitz         | Irina Kalentieva    |
| Femmes,                 | 2 h 04 min 10 s    | + 2 min 39 s         | + 3 min 19 s        |
| Hommes moins de 23 ans, | Julien Absalon     | Thijs Al             | Peter Riis Andersen |
| Hommes moins de 23 ans, | 1 h 38 min 44 s    | + 1 min 33 s         | + 1 min 43 s        |
| Hommes juniors          | Jukka Vastaranta   | Lars Petter Nordhaug | Jürg Graf           |
| Hommes juniors          | 1 h 22 min 45 s    | + 1 min 48 s         | + 1 min 50 s        |
| Femmes juniors          | Maja Włoszczowska  | Pavla Havlíková      | Petra Bublová       |
| Femmes juniors          | 1 h 15 min 54 s    | + 14 s               | + 1 min 57 s        |

### Descente
| Épreuve        | Vainqueur        | Deuxième         | Troisième         |
| -------------- | ---------------- | ---------------- | ----------------- |
| Hommes         | Filip Polc       | Corrado Hérin    | Cédric Gracia     |
| Femmes         | Sarah Stieger    | Fionn Griffiths  | Tracy Moseley     |
| Hommes juniors | Matti Lehikoinen | Julien Camellini | Nicolas Ortiz     |
| Femmes juniors | Céline Gros      | Helen Gaskell    | Estelle Vuillemin |